# 三门峡西站
三门峡西站是一个陇海线上的铁路车站（原名陕县站），位于河南省三门峡市陕州区原店镇，建于1924年，目前为二等站，邮政编码为472144。目前客运：办理旅客乘降；行李、包裹托运；货运：办理整车、零担货物发到。车站目前主要负责三门峡站的客运分流及陕州区居民的铁路出行。